# فرقاطة طراز موج
موج (بالفارسية: موج) هي فئة من الفرقاطات الإيرانية الخفيفة المنتجة محليًا.

## تاريخ
تم الإبلاغ لأول مرة عن سفينة من طراز موج قيد الإنشاء في عام 2001. كتبت وارشيب إنترنشنال في عام 2008 أن أربع سفن من هذه الفئة كانت قيد الإنشاء: موج(376) تم إطلاقها في 22 فبراير 2007، جماران (377) تم إطلاقها في 28 نوفمبر 2007، بالإضافة إلى آذَرَخش (378) و تُندَر (379). 
يقال إن السفينة الأولى جماران اكتملت وتتمركز في ميناء بندر عباس. دماوند هي السفينة الثانية في هذه الفئة. وفقًا لـ OSGEOINTT، تم بناء دماوند في متجر تصنيع شهيد تمجيدي للصناعات البحرية (STMI) على بحر قزوين في بندر أنزلي. تم إطلاق الفرقاطة في مارس 2013.
دماوند مدرج حاليا على أنه بتكليف نشط. تُظهر الصور من عام 2018 أن بدن السفينة قد تحطم بعيدًا عن قرب خط الماء تقريبًا عند بداية سطح الطائرة للسفن.
في 14 يونيو 2021 كلفت البحرية الإيرانية سفينة «دينا» باحتفال أقيم في بندر عباس.
تم تجهيز الوحدات المستقبلية من فئة موج بصواريخ الصياد 2 المضادة للطائرات.

## تصنيف
تختلف المصادر في تحديد نوع الفئة، إما فرقاطة خفيفة أو كورفيت.
تصنف سفن القتال جين الفئة على أنها FFG الخاصة بالفرقاطة  بينما يصنف الميزان العسكري التابع للمعهد الدولي للدراسات الاستراتيجية (IISS) السفن في الفئة على أنها FSGM أو كورفيت.